# Židovský hřbitov ve Vsetíně
Židovský hřbitov ve Vsetíně je relativně malý a v porovnání s jinými židovskými pohřebišti na Moravě, také nijak zvlášť významný. Dá se říci, že je přímo úměrný důležitosti a velikosti někdejší vsetínské židovské obce, která vznikla až po revolučním roce 1848.

## Historie a popis hřbitova
Hřbitov se nachází na pravém břehu řeky Bečvy, severozápadním směrem, na úpatí kopce Jabloňová, hned vedle křesťanského komunálního hřbitova, jen několik kroků od evangelického kostela Horního sboru na pozemku parcelní číslo 922 (katastrální území Vsetín). Plocha hřbitova je přibližně 900 m².
Hřbitov byl založen v polovině 19. století. Je zde pohřbeno asi celkem 100 osob a nachází se zde cca 50 náhrobků, zejména z druhé poloviny 19. a první poloviny 20. století. Je zde pohřbena rodina významného česko-izraelského historika a spisovatele Ericha Dova Kulky. Dále jsou mezi pohřbenými členové rodiny Bača, Deutelbaum, Donath, Reiss, Klein, Weinstein, Sax, Schön/Schon, Schrötter, Stein, Schönbek, London, Braun. Několik nejstarších náhrobků je pouze hebrejsky, drtivá většina pak německo-hebrejské, minimum pak česky.
Před vchodem do hřbitova je na stěně komunálního hřbitova umístěna pamětní deska židovským občanům Vsetínska a okolí, kteří zahynuli během holokaustu. O toto se zasloužil vsetínský rodák a přeživší z koncentračního tábora Osvětim Erich Kulka.

## Galerie

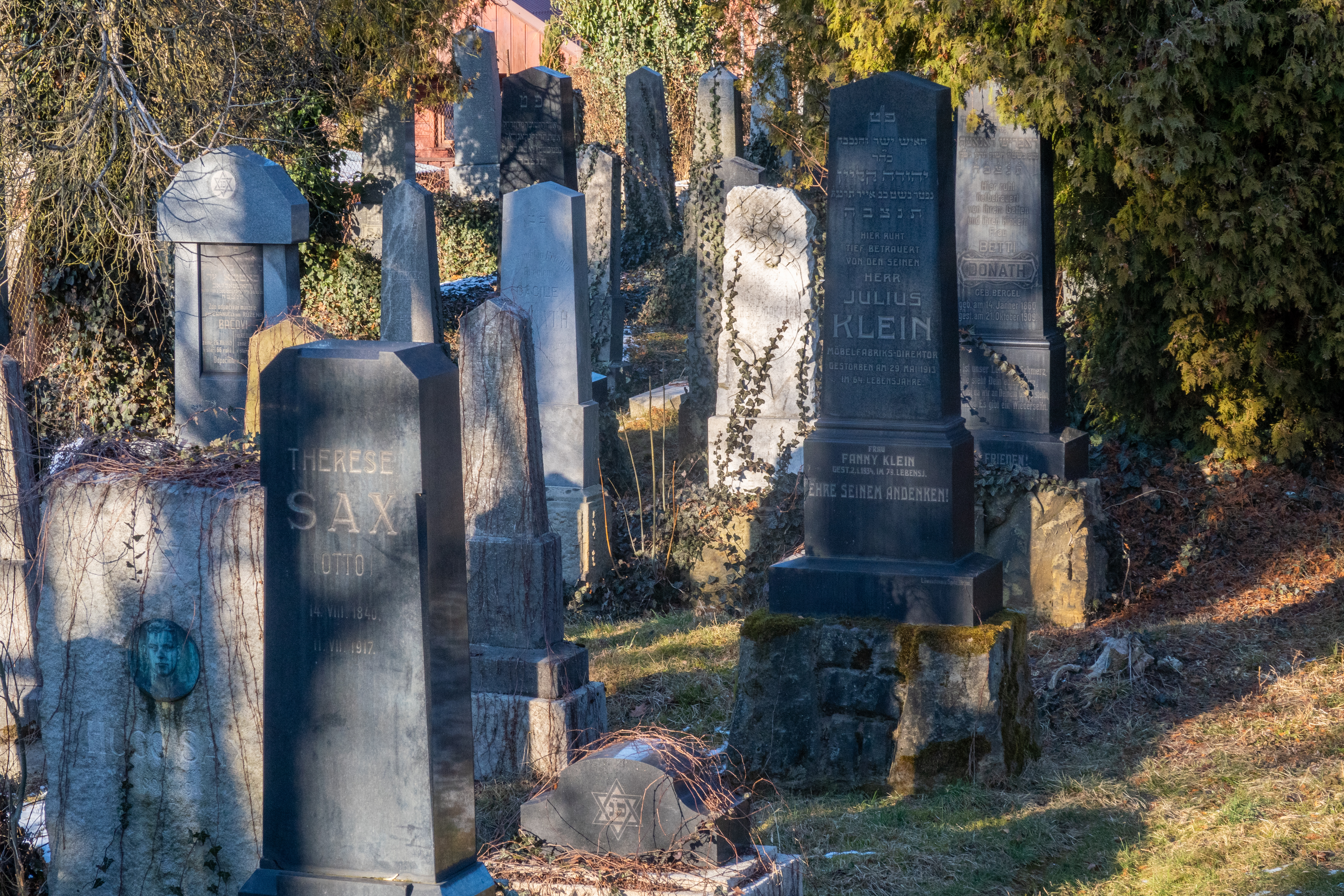
Pohled na náhrobky
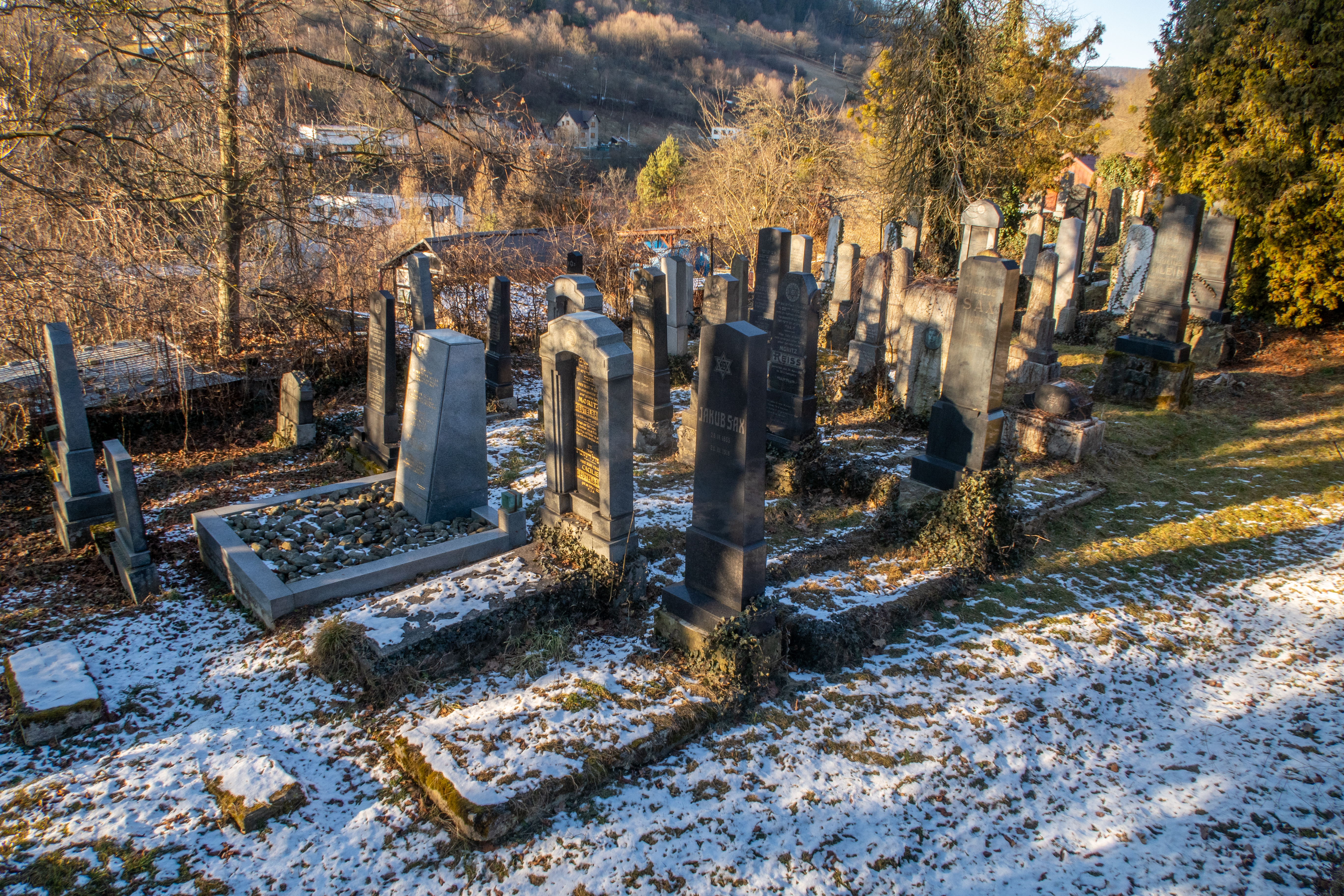
Celkový pohled z komunálního hřbitova
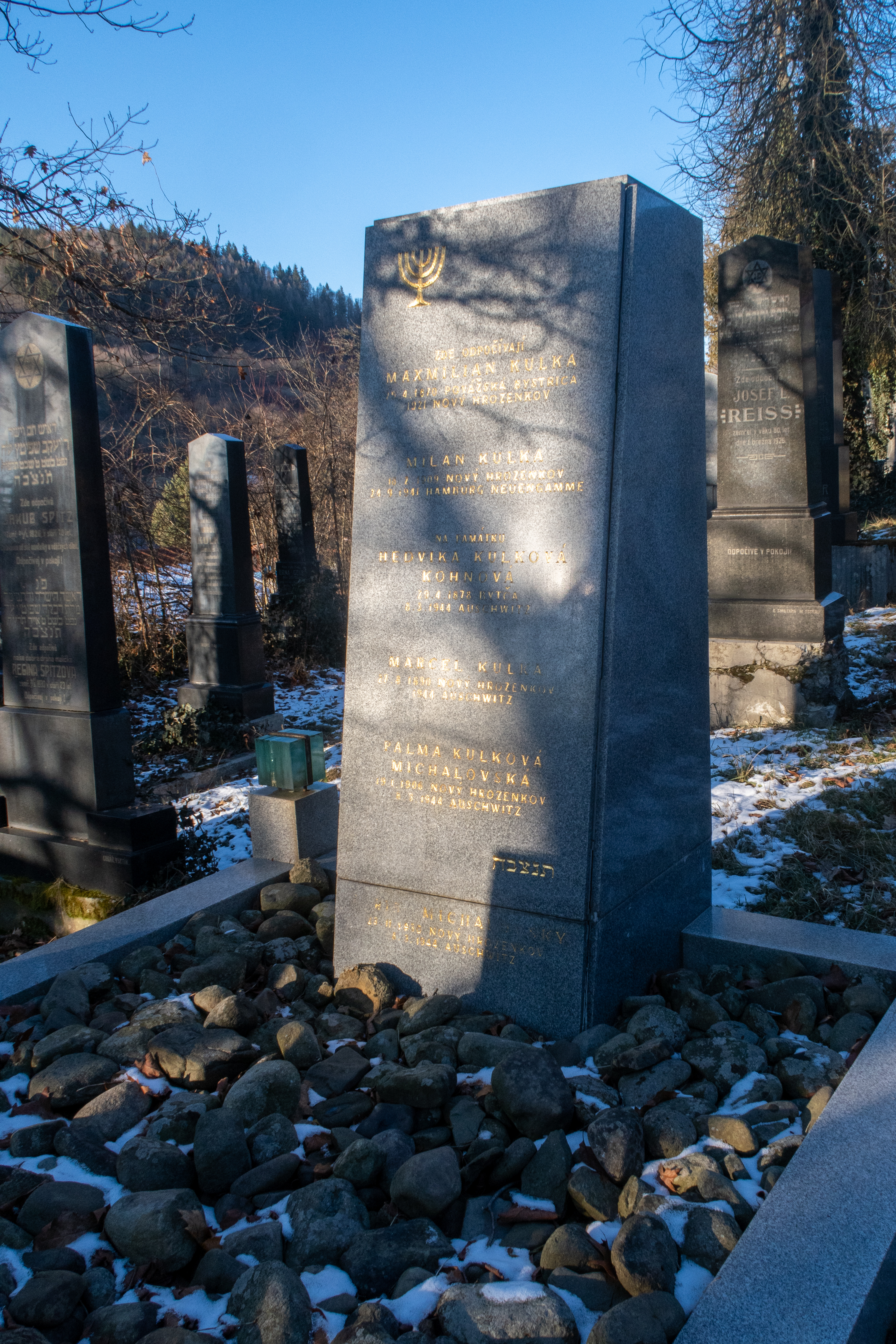
Náhrobek rodiny Kulků
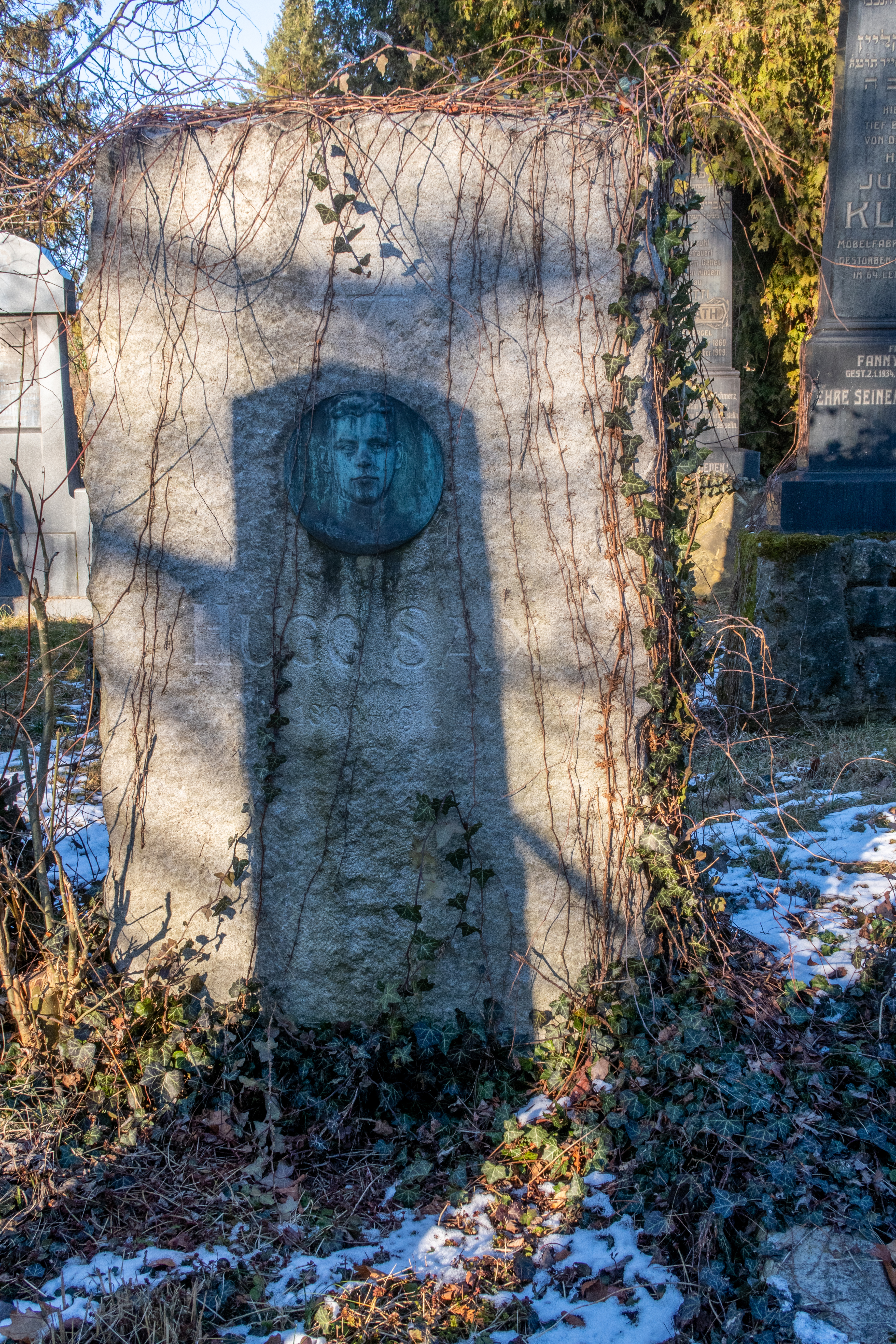
Hrob Hugga Saxe
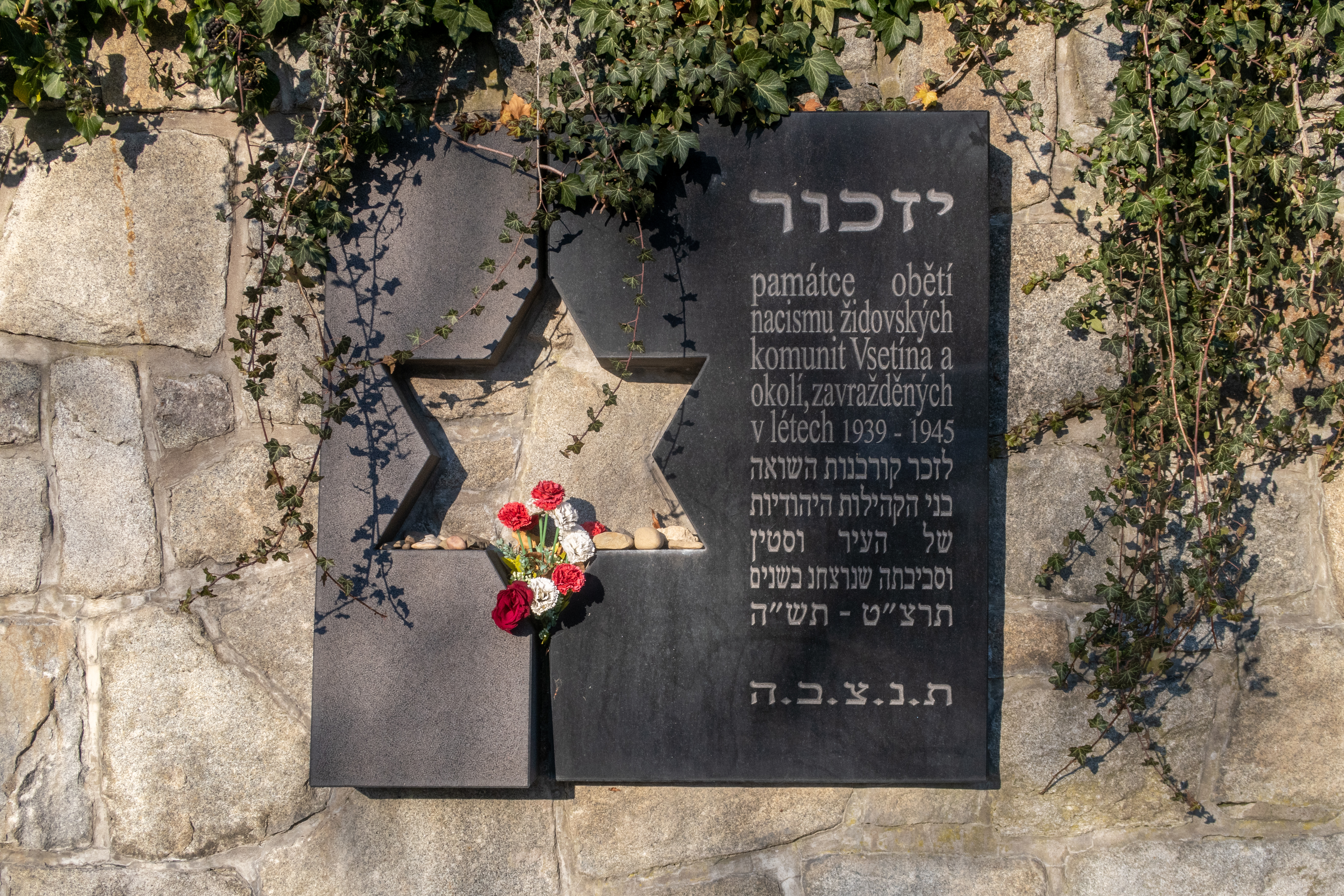
Pamětní deska obětem holokaustu před hřbitovem

### Literastura
- HEŘMAN, Jan. Židovské hřbitovy v Čechách a na Moravě. Praha: Rada židovských náboženských obcí v ČSR, 1980. 32 + obrazová příloha s. S. 29.
- FIEDLER, Jiří. Židovské památky v Čechách a na Moravě. Praha: Sefer, 1992. 200 s. ISBN 80-900895-1-8. S. 178.